# Merrily We Live
Merrily We Live é um filme norte-americano de 1938, do gênero comédia, dirigido por Norman Z. McLeod  e estrelado por Constance Bennett e Brian Aherne.
Numerosos críticos tem declarado erroneamente que o roteiro se baseia em My Man Godfrey de 1936, quando na verdade é um retrabralho de What a Man de 1930, que adaptou o romance de 1924 The Dark Chapter; a Comedy of Class Distinctions de E. J. Rath e da peça da Broadway de 1926 They All Want Something de Courtenay Savage.

## Produção

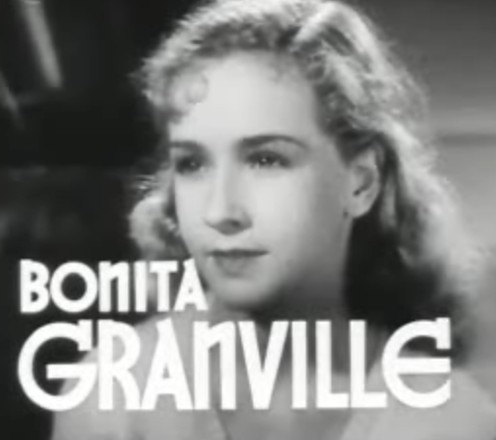
Nascida em 1923, em Nova Iorque, Bonita Granville começou no teatro aos três anos de idade. Astro infantil em filmes na década de 1930, foi indicada ao Oscar por These Three. Entre papéis de jovens cruéis e maliciosas, também interpretou uma detetive na série policial B Nancy Drew. Deixou o cinema após casar-se com um magnata do petróleo e tornou-se empresária. Também produziu a telessérie Lassie. Faleceu em 1988, vítima de câncer

Com o sucesso de Topper, que revitalizou a carreira declinante de Constance Bennett, o produtor Hal Roach reuniu-a novamente com vários membros da equipe daquele filme, com o intuito de obter novo sucesso. A fórmula funcionou e Merrily We Live, apesar de considerado mera cópia de My Man Godfrey,
 foi bem acolhido pelo público e pela crítica.
Exceto por dois outros filmes com O Gordo e o Magro, Merrily We Live concluiu a longa parceria entre Roach e a MGM. Suas produções passaram a ser distribuídas pela United Artists, que, ironicamente, viria a ser adquirida pela própria MGM anos mais tarde.
O filme recebeu cinco indicações ao Oscar, inclusive na categoria de Melhor Atriz Coadjuvante (para Billie Burke).
Segundo o crítico e historiador Ken Wlaschin, este é um dos dez melhores trabalhos de Constance Bennett no cinema.
Constance Bennett, Alan Mowbray, Billie Burke e o diretor Norman Z. McLeod, que estiveram juntos também em Topper, voltariam a ser reunidos por Hal Roach para a continuação deste, Topper Takes a Trip, realizado neste mesmo ano de 1938.

## Sinopse
Matrona da alta sociedade, que tem mania de dar emprego a ex-condenados e vagabundos, acolhe o andarilho Wade Rawlins. Enquanto passa de mordomo a motorista, Wade vai de encontro à falsidade da família, mas a todos acaba por conquistar, inclusive a filha Jerry, que é a mais arrogante entre todos da casa.

## Premiações
| Patrocinador                                  | Prêmio | Categoria | Situação |
| --------------------------------------------- | ------ | --- | -------- |
| Academia de Artes e Ciências Cinematográficas | Oscar  | Melhor Atriz Coadjuvante (Billie Burke) Melhor Fotografia Melhor Direção de Arte Melhor Canção Original Melhor Mixagem de Som | Indicado |

## Elenco
| Ator/Atriz        | Personagem                    |
| ----------------- | ----------------------------- |
| Constance Bennett | Jerry Kilbourne               |
| Brian Aherne      | Wade Rawlins                  |
| Alan Mowbray      | Grosvenor                     |
| Billie Burke      | Senhora Kilbourne             |
| Patsy Kelly       | Etta                          |
| Ann Dvorak        | Minerva Harlan                |
| Tom Brown         | Kane Kilbourne                |
| Clarence Kolb     | Senhor Kilbourne              |
| Bonita Granville  | Marian Kilbourne              |
| Marjorie Rambeau  | Senhora Harlan                |
| Phillip Reed      | Herbert Wheeler               |
| Willie Best       | George                        |
| Sidney Bracey     | Mordomo                       |
| Paul Everton      | Senador Harlan                |
| Marjorie Kane     | Rosa                          |
| Kenneth Harlan    | Mr. Remington (não creditado) |